# 싱가포르 실내체육관
싱가포르 실내 체육관(Singapore Indoor Stadium)은 싱가포르에 위치한 실내 경기장으로, 1989년 12월 31일 개장하였다.

## 갤러리

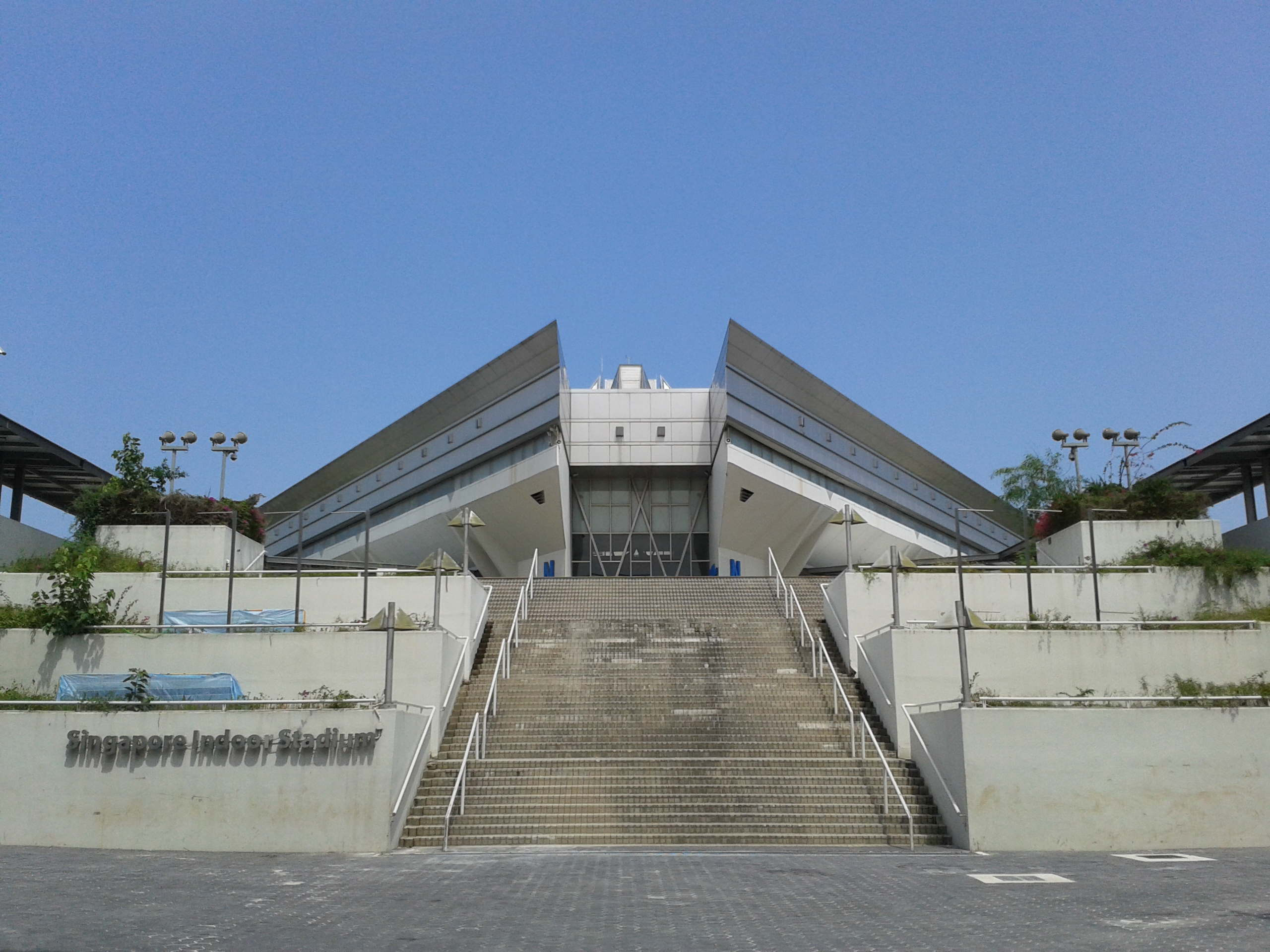
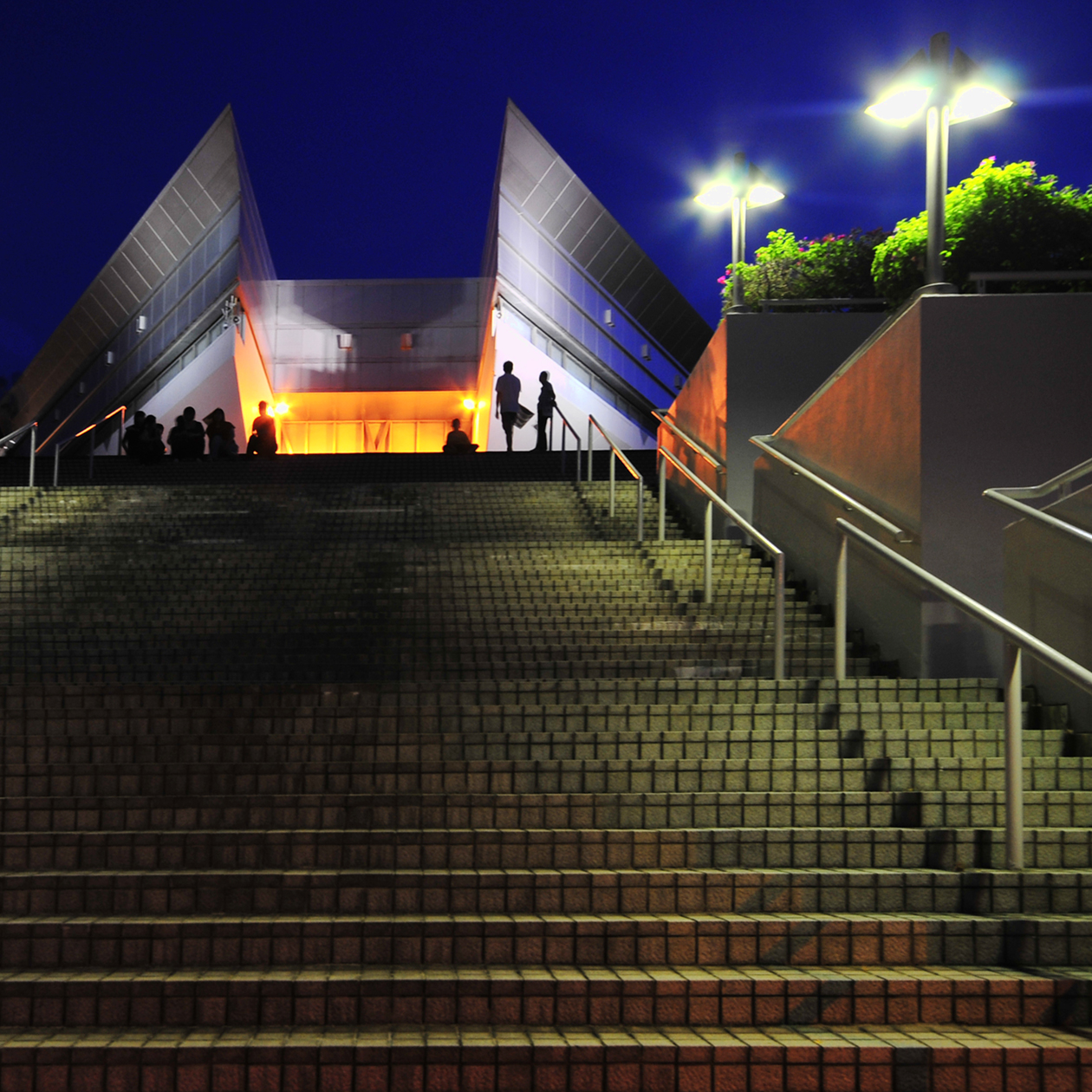
싱가포르 실내 경기장 입구
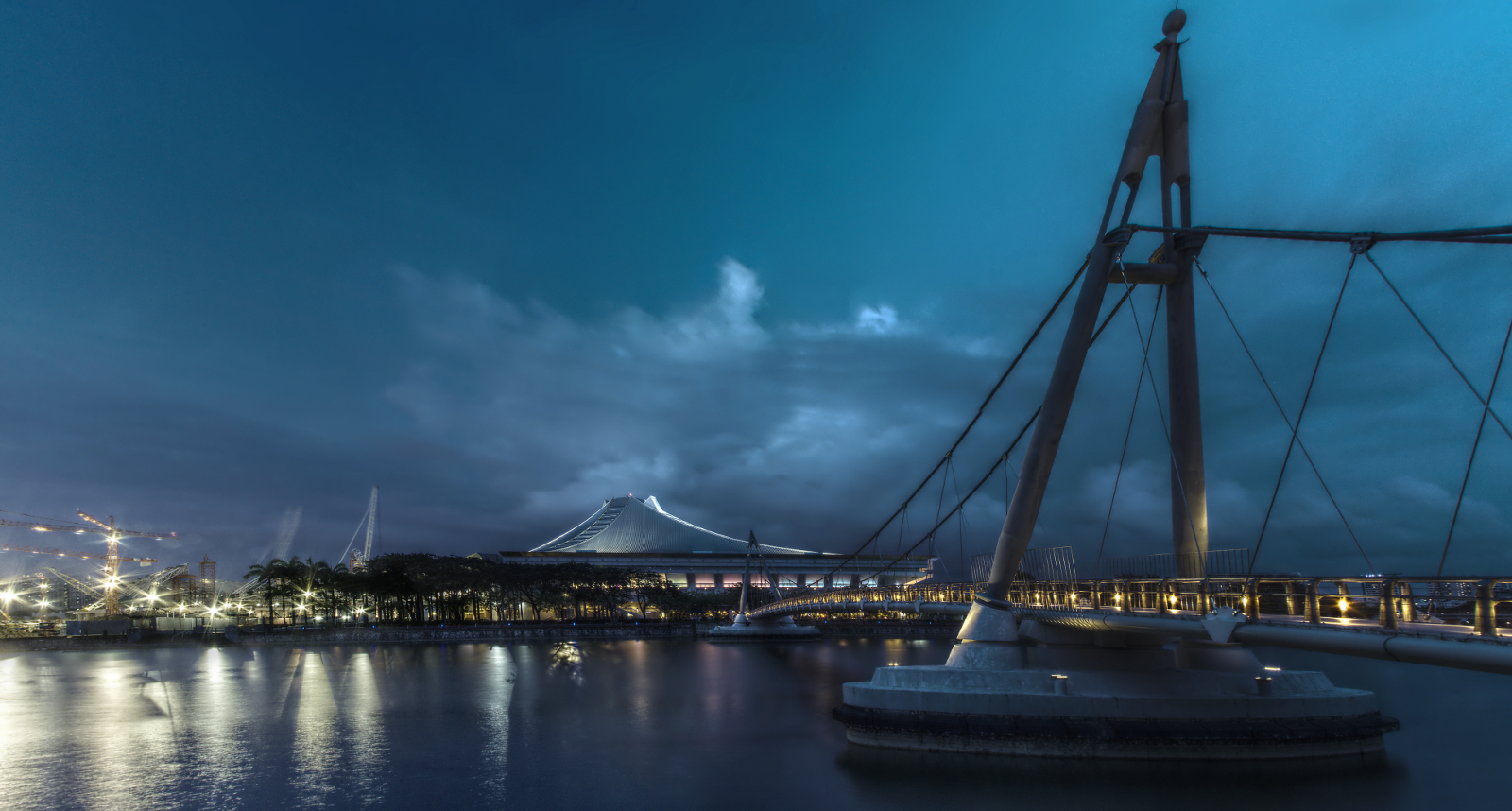
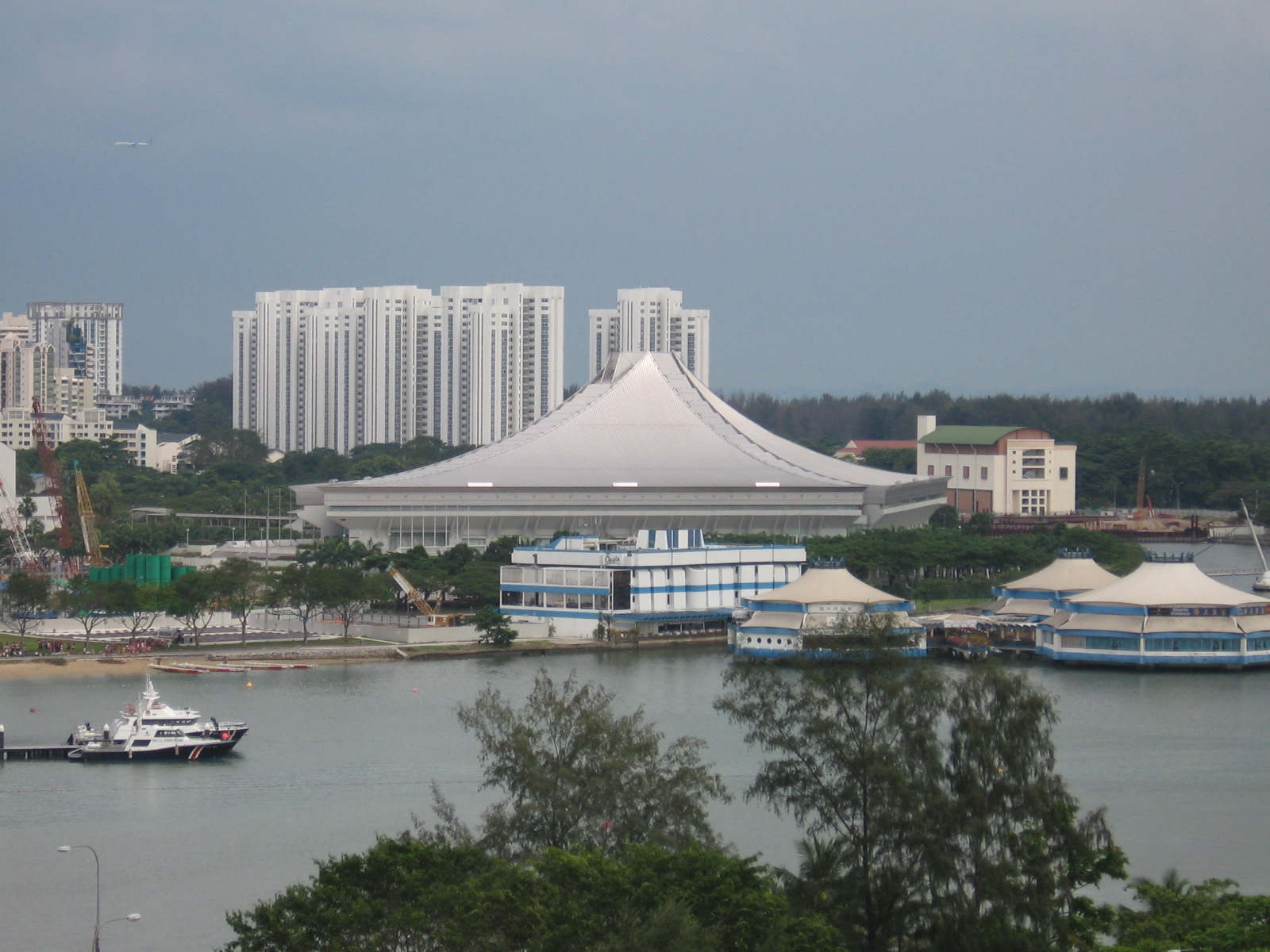